# Cronide
Dans la mythologie grecque, Cronide ou Kronide ou au pluriel Cronides (ou Kronides) est le nom donné aux enfants des Titans Cronos et de sa sœur et épouse Rhéa, à savoir : Hestia, Déméter, Héra, Hadès, Poséidon et Zeus.
Cronos dévore ses enfants, mais son épouse Rhéa cache le dernier-né, Zeus, après son accouchement et donne à Cronos une pierre à manger à la place. Zeus grandit et réussit à faire régurgiter à son père les enfants qu'il avait déjà avalés. Ces derniers reconnaissent l'autorité de leur frère qui les a sauvés. Ensuite, les Cronides mènent une lutte victorieuse, la Titanomachie, contre la génération précédente, celle de leur père Cronos et de ses frères les Titans.
Les Cronides sont ainsi installés au pouvoir par la révolution provoquée par Zeus contre leur père Cronos. C'est le dernier-né de la fratrie qui conduit cette révolution, comme, à la génération précédente, Cronos, dernier-né des Titans, avait pris le pouvoir.

Les Cronides
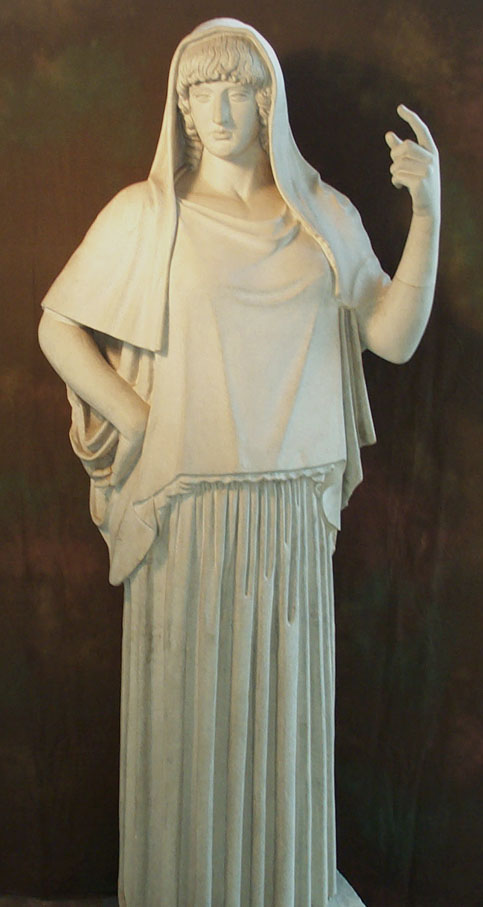
Hestia. Marbre, copie romaine du IIe siècle d'un original grec du Ve siècle av. J.-C. Rome, Musée Torlonia.
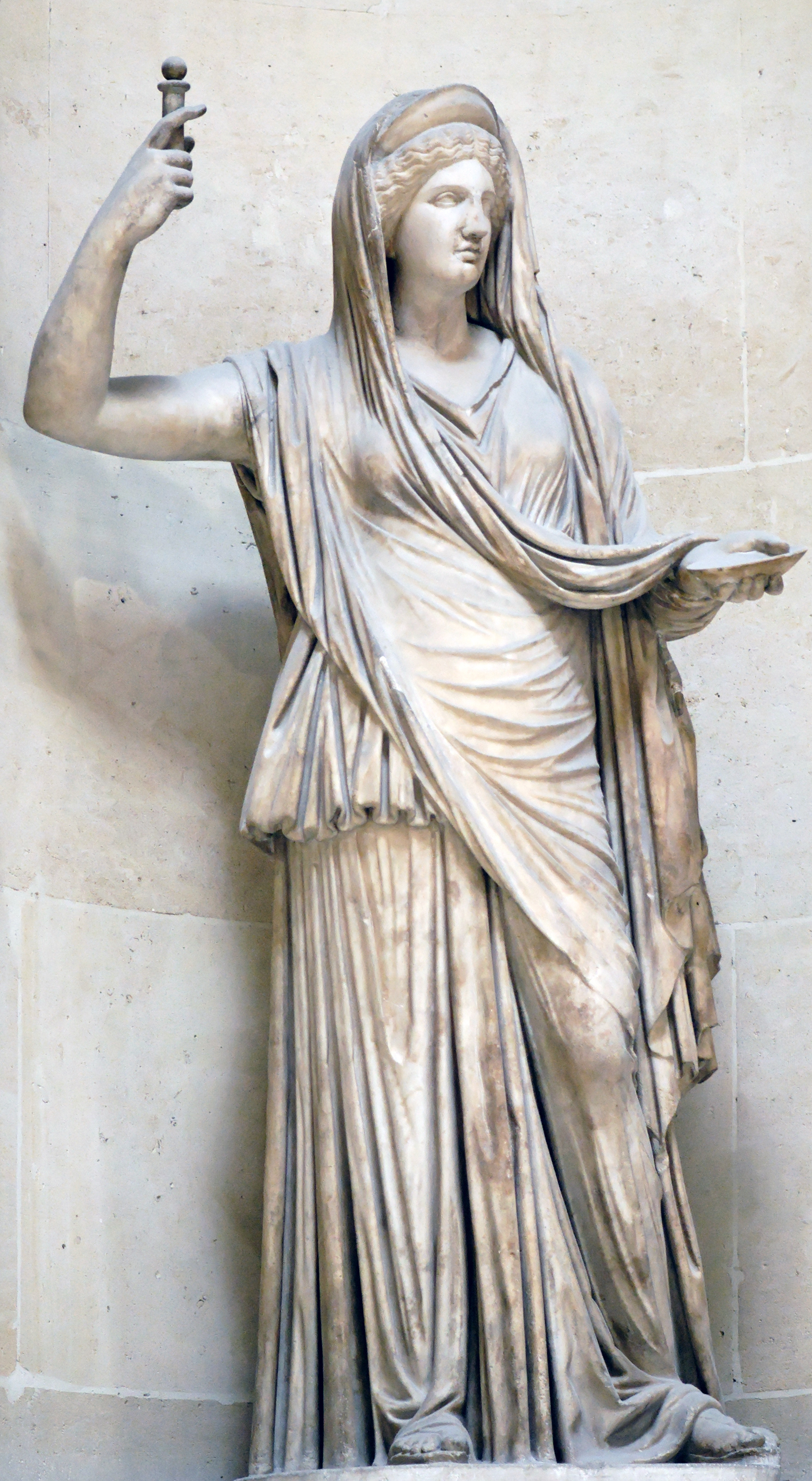
Héra Campana. Marbre, copie romaine d'un original hellénistique, IIe siècle (?), Musée du Louvre.
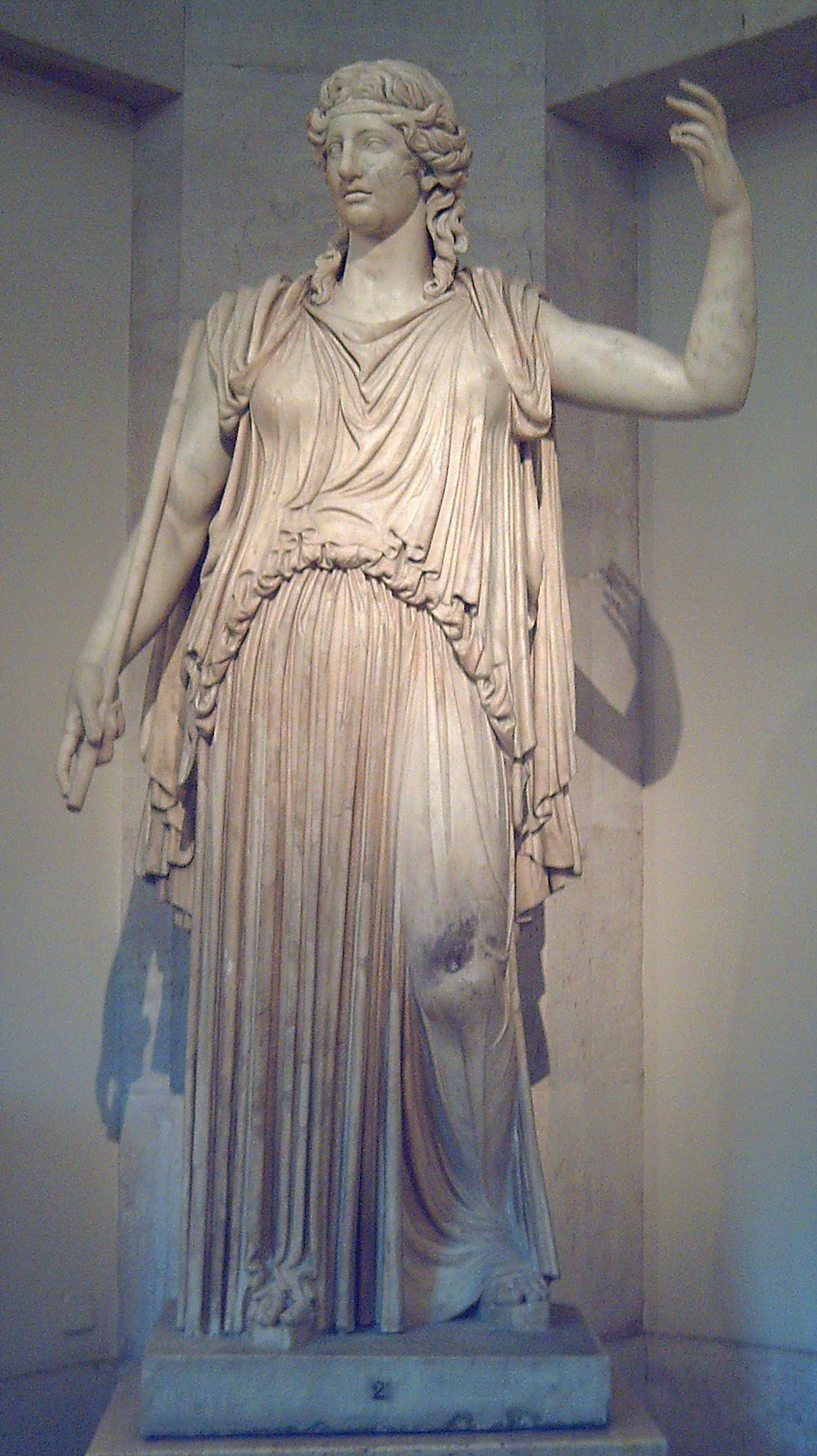
Deméter. Marbre, copie romaine du IIIe siècle d'un original grec du Ve siècle av. J.-C. Musée du Prado.
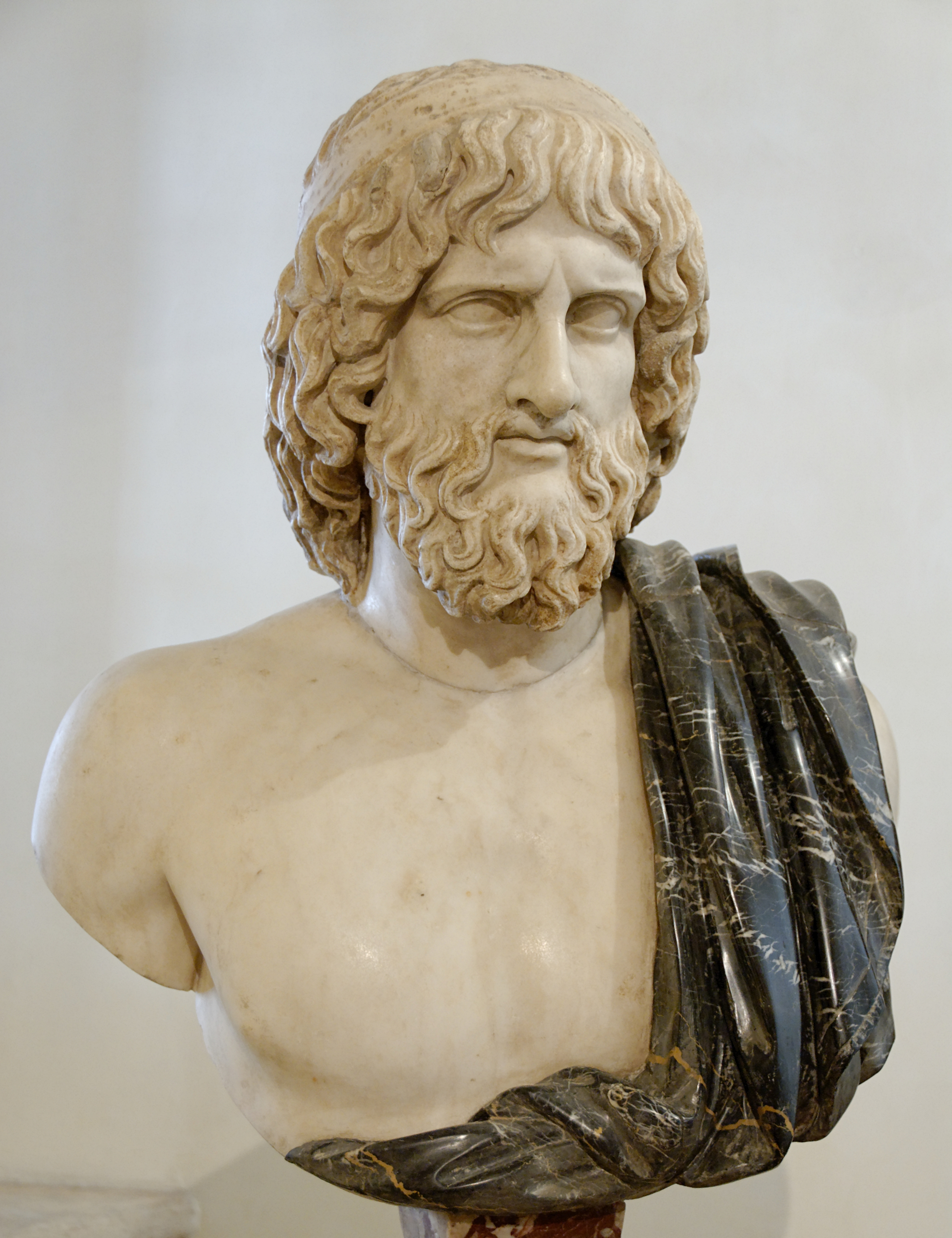
Buste d'Hadès. Marbre, copie romaine d'un original grec du Ve siècle av. J.-C. ; le manteau en marbre noir est une addition moderne. Musée national romain.
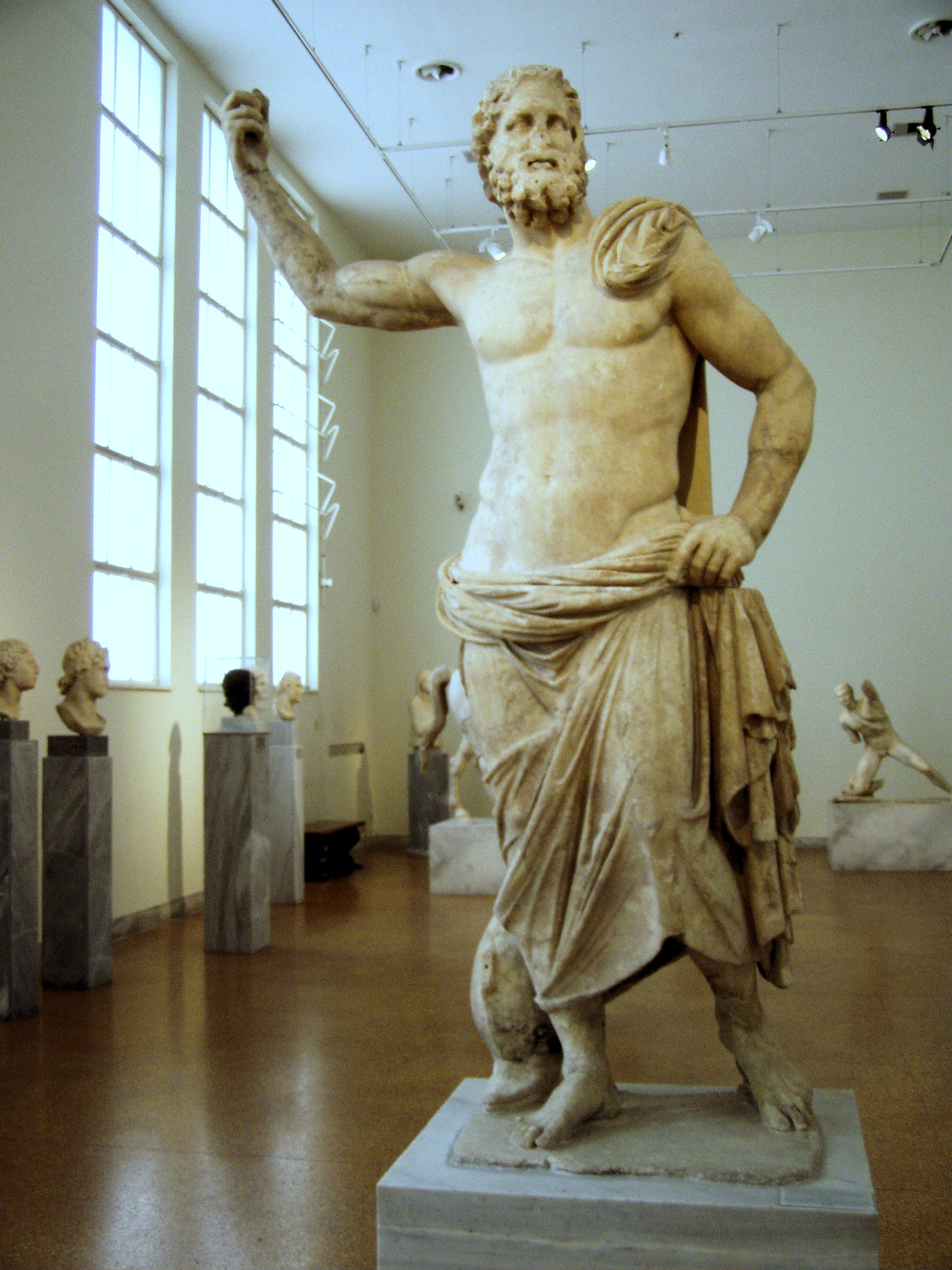
Poséidon. Marbre. Musée national archéologique d'Athènes.
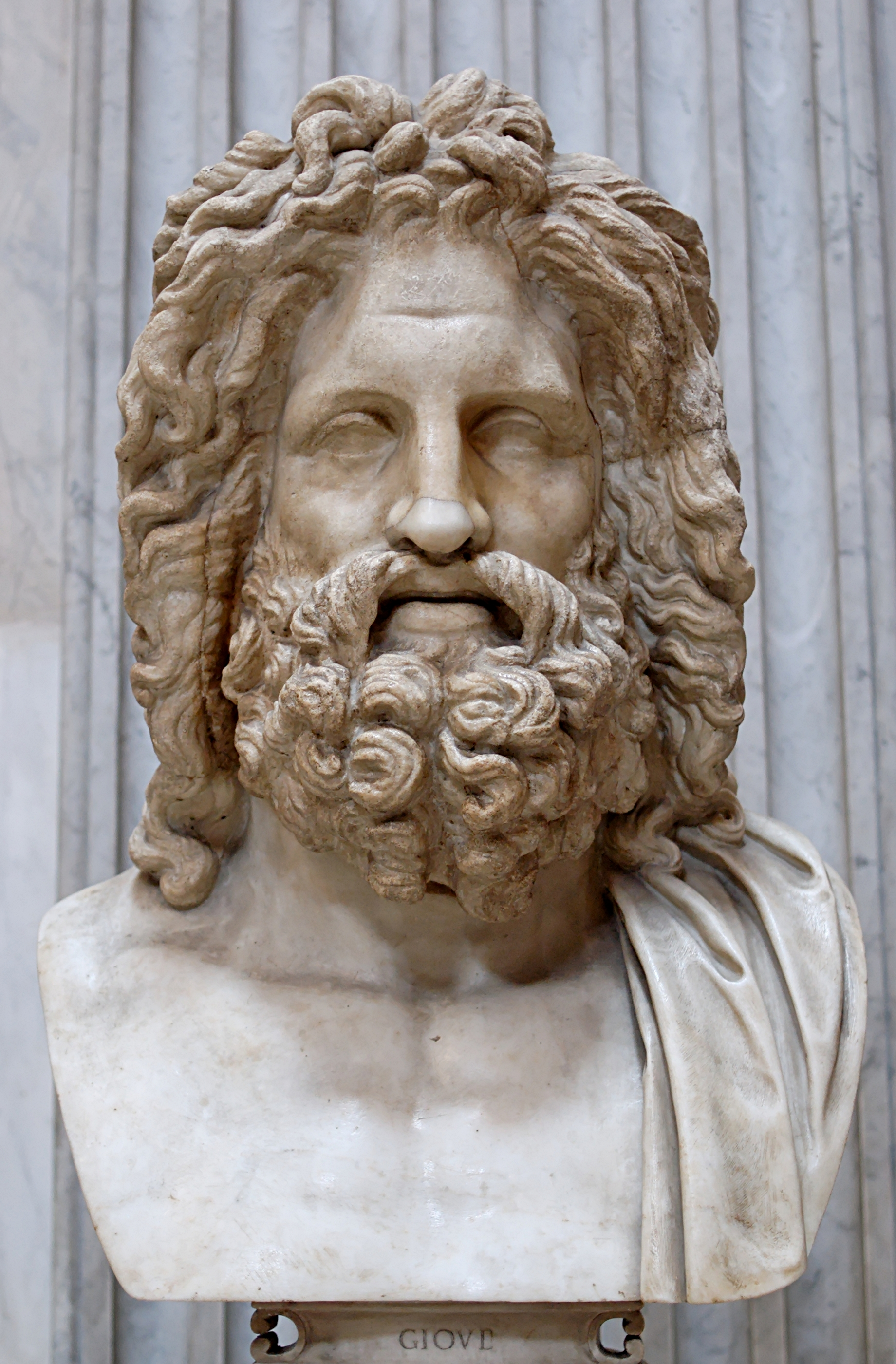
Zeus. Marbre, copie romaine d'après un original grec du IVe siècle av. J.-C. Musées du Vatican.

Selon Proclus, les trois dieux Cronides — Zeus, Poséidon et Hadès — ont reçu le royaume de leur père Cronos selon deux modalités qui semblent s'opposer : Zeus l'a reçu de manière indivise, mais les trois Cronides en ont en quelque sorte reçu chacun une part. Selon le partage évoqué dans le chant XV de l'Iliade, la surface de la terre et l'Olympe restent indivis entre les trois frères.